# Henri Fossier
Pour les articles homonymes, voir Fossier.
Henri Fossier, né le 28 mars 1895 dans le 14e arrondissement de Paris et mort le 21 janvier 1986 à Athis-Mons, est un coureur cycliste français, spécialiste du demi-fond. 
Il a été le « pacemaker » (entraîneur) du stayer : Antoine Dussot
Son père Honoré Fossier, ancien coureur cycliste, était aussi « pacemaker ».

## Palmarès
- 1913
  - Prix Steckes amateur, réunion de Noël au Vel d'Hiv[2]
  - Recordman de l'heure amateur derrière entraîneur avec 71,475 km[3]entraîné par son père Honoré Fossier[4]
- 1919
  - 3e du Grand Prix de la Pentecôte[5] au Parc des Princes
- 1920
  - 3e du championnat de France de demi-fond
- 1921
  - Prix Georges Parent
  -  Médaillé de bronze au championnat de France de demi-fond
- 1922
  - Prix Paul Bor sur 40 km[6]
- 1923
  - La Petite Roue d'Or, une heure derrière moto au Vélodrome Buffalo[7]